# Kern-Plasma-Relation
Die Kern-Plasma-Relation ist das Volumenverhältnis von Zelle und Zellkern. Abhängig vom Zelltyp liegt das Volumen des Zellkerns zwischen 1 % bei Fettzellen und 50 % bei sehr kleinen Zellen, wie Lymphozyten oder Mikrogliazellen. In der Regel nimmt der Zellkern zwischen 10 und 25 % des Volumens der Zelle ein. Innerhalb eines Zelltyps ist die Kern-Plasma-Relation relativ konstant, variiert aber mit dem Zellalter. Unreife Zellen haben einen höheren Kernanteil, da das genetisch aktive Euchromatin lockerer strukturiert ist und dadurch ein größeres Volumen einnimmt.
Die Beurteilung der Kern-Plasma-Relation ist ein wichtiges Kriterium bei der Gewebstypisierung in der Histopathologie, da sie bei bösartigen Tumorzellen häufig zunimmt, bei gutartigen meist unverändert ist.